# Evangelium (Literaturgattung)
| Neues Testament |
| --- |
| Evangelien |
| - Matthäus - Markus - Lukas - Johannes |
| Apostelgeschichte |
| Paulusbriefe |
| - Römer - 1. Korinther - 2. Korinther - Galater - Epheser - Philipper - Kolosser - 1. Thessalonicher - 2. Thessalonicher - 1. Timotheus - 2. Timotheus - Titus - Philemon - Hebräer |
| Katholische Briefe |
| - Jakobus - 1. Petrus - 2. Petrus - 1. Johannes - 2. Johannes - 3. Johannes - Judas                                                                                                 |
| Offenbarung |

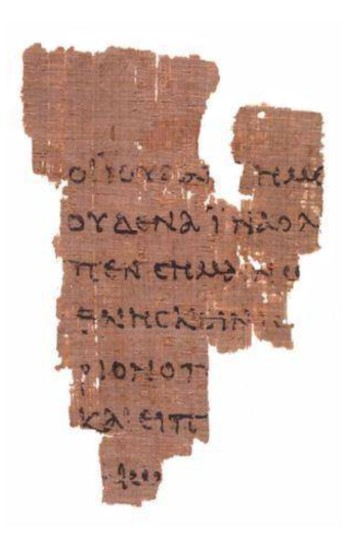
Ältestes bekanntes Fragment eines Evangelientextes, („Johannesfragment“), Vorderseite (recto), entstanden um 125 n. Chr.

Als Evangelium (von griechisch-lateinisch euangelium) bezeichnet man außer der christlichen Glaubensbotschaft auch eine antike, frühchristliche Literaturgattung, die sich mit dem Leben, Tod und Auferstehung Jesu und dessen Bedeutung für die Christen auseinandersetzt. Mit den „Evangelien“ in diesem Sinne sind meistens Erzählungen der vier Evangelien nach Matthäus, Markus, Lukas und Johannes im Neuen Testament der Bibel gemeint. Die Verfasser der vier Evangelien werden auch als Evangelisten bezeichnet.
Darüber hinaus sind noch eine ganze Reihe weiterer Evangelien überliefert, die nicht zum biblischen Kanon gehören und die zu den neutestamentlichen Apokryphen gerechnet werden. Ab Ende des 2. Jhs. wurden allerdings nur die vier kanonischen Evangelien anerkannt. In der Spätantike wurden im „39. Osterfestbrief“ durch Athanasius im Jahre 367 n. Chr. mehr als zwanzig in griechischer Sprache verfasste Schriften, darunter u. a. auch die drei synoptischen Evangelien, als neutestamentlicher Bibelkanon anerkannt.

## Begriffsgeschichte
Der Begriff Evangelium kommt aus dem Altgriechischen (εὐαγγέλιον euangélion, deutsch ‚(Botenlohn für eine) gute Nachricht, gute Botschaft‘ oder „frohe Botschaft“)
In der griechischen Übersetzung des Alten Testaments, der Septuaginta, findet sich der Begriff evangelion mehrmals in Szenen, in denen einem König die Nachricht von einem militärischen Sieg aus einer gewaltsamen Auseinandersetzung überbracht wird. Im nachexilischen Judentum war mit Evangelium vor allem die vom Propheten Jesaja angesagte Heilsbotschaft gemeint (40,9–12 ).
Im Imperium Romanum bezeichnete dieser Begriff solche Nachrichten aus dem Kaiserhaus, die als „gute Nachrichten“ aufgefasst wurden. Die älteste Belegstelle findet sich in der steinernen „Kalenderinschrift von Priene“ (datiert auf 9 v. Chr.), in der es über den Geburtstag des vergöttlichten Kaisers Augustus (23. September 63 v. Chr.) heißt:
ἦρξεν δὲ τᾦ κόσμῳ τῶν δι’ αὐτὸν εὐαγγελίων ἡ γενέϑλιος τοῦ ϑεοῦ …
„Der Geburtstag des Gottes hat für die Welt die an ihn sich knüpfenden Freudenbotschaften [Evangelien] heraufgeführt“ (Übersetzung: Adolf von Harnack).
In den Paulusbriefen kommt das Wort εὐαγγέλιον 60-mal vor und bezeichnet die Gute Nachricht von Jesus, die Paulus verkündigt.
Bei Markus 1,1  erhält der Begriff eine kontrastierende Bedeutung in der Anwendung auf Jesus von Nazareth. Er bezeichnet damit die Frohbotschaft vom Heilsgeschehen in Jesus Christus. Diese Frohbotschaft ist ursprünglich nicht etwas schriftlich Fixiertes, sondern mündliche Verkündigung. Der Autor schuf durch Verwendung des Begriffs Evangelium für ein schriftliches Werk das erste Beispiel dieser Gattung und gab ihr zugleich diesen Namen.
Einige Kirchenväter bezeichneten über die vier kanonischen Evangelien hinaus das gesamte Neue Testament als Evangelium. Die Bezeichnung Evangelium im Zusammenhang mit den kanonischen Evangelienschriften findet sich bei dem Kirchenvater Irenäus: Das Evangelium als die eine Botschaft von Jesus Christus in vier Formen – nach oder gemäß Matthäus, Markus, Lukas und Johannes. Der Kirchenvater Justinus verwendet den Ausdruck in beiden Bedeutungen.

## Das Narrativ der Evangelien
Durch den Theologen Johann Baptist Metz und den Romanisten Harald Weinrich tauchte der Begriff der „narrativen Theologie“ erstmals ab den 1970er Jahren im deutschen theologischen Diskurs auf.
Da die Evangelien als eine Form von Erzählungen im erzähltheoretischen Verständnis aufgefasst werden können, zeigt ihre Textanalyse zum einen als Vermittlungsinstanz einen Erzähler, der den Rezipienten durch das Werk führt, zum anderen spiegelt sich in der Geschichte eine doppelte Zeitlichkeit. Die erzählte Zeit ist die, welche die Geschichte zeitlich strukturiert, die Zeit des Geschehens und die Erzählzeit, die Zeit der Erzählung selbst, also der Zeitraum, den die Geschichte benötigt, um das Narrativ wiederzugeben. In den Erzählungen werden Ereignisse und deren Veränderungen (Diegesis) präsentiert.

### Fakt oder Fiktion
Inwieweit es sich bei den Evangelien um ein (rein) faktuales Erzählen (im Sinne einer Geschichtsschreibung) oder um ein fiktionales Erzählen handelt, bleibt im theologischen Diskurs ungeklärt. Eine literarische Erzählung aber handelt von Fiktivem und ist somit fiktional. Es sind letztlich Erzählungen, die keine Forderung nach einer Überprüfbarkeit an einer außersprachlichen Wirklichkeit implizieren.
Frank Zipfel (2001) beschrieb die „Fiktivität“ als eine „Fiktion in Zusammenhang mit Geschichte“, sodass die geschilderten Ereignisse nicht den Tatsachen entsprächen, sie seien erfunden. Demgegenüber wurde die „Fiktionalität“ als „Fiktion im Zusammenhang mit dem Erzählen“ erklärt, sie stünde in Relation zur Erzählerfigur und zum Erzählakt.
Eine Fiktion wird in den literarischen Produktionen in einen Zusammenhang mit dem Phantasierten, Erdachten oder Erfundenen gestellt, das als etwas Ausgedachtes den Charakter des Nicht-Wirklichen einnimmt und, damit einhergehend, die dargestellten Personen/Figuren, Orte, Ereignisse, Sachverhalte, Handlungen und Gegenstände als nicht real wertet, da sie „keine Entsprechung in der Realität“ haben. Figuren sind keine realen Personen, die dargestellte Geschichte beruht nicht auf tatsächlichen Ereignissen in der Realität, und dennoch können fiktive Texte auch immer Elemente der wirklichen Welt enthalten.
Mit dem begrifflichen Instrumentarium der narrativen Analyse wird ein Text im Sinne seines Erzählcharakters interpretiert, was mit einer Beschränkung der narrativen Analyse auf Erzähltexte als solche einhergeht. Mit der Übernahme dieses literaturwissenschaftlichen Verfahrens in die neutestamentliche Exegese öffnen sich erweiterte Interpretationsmöglichkeiten der einzelnen Textelemente, auf denen etwa der Spannungsbogen, die Figuren und die Perspektive der Erzähler beruhten.
Nach Gerd Häfner könnten die Evangelien als faktuale Erzählungen mit fiktionalen Elementen angesehen werden.
Mauz
sieht, nach Reiser (2001), die Großform der Evangelien, den discours im Sinne von Gérard Genette, durch eine Vielzahl von literarischen Kleinformenen konstituiert, so durch verschiedene:
- Erzählformen, etwa Anekdoten, Wundergeschichten, Gleichnisse, Genealogien,
- Erzählmuster, wie etwa Verkündungsschemata, Berufungsschemata
- Redeformen, wie etwa des Vorworts, Spruchs, Abschiedsrede, Katalog, Haustafel, Gebet, Hymnus, Akklamation und auch liturgische und Bekenntnisformeln
- Stiltypen, etwa Diatribe, Paränese.

### Beziehung zum Aufbau hellenistischer Biografien
Mit dem Begriff der „literarischen Gattung“ wird ein formaler Begriff bestimmt, der nichts über den Inhalt des Textes aussagt, vielmehr zur Analyse von Textformen als solches genutzt wird. Ein Charakteristikum der Evangelien ist, dass der oder die Autoren in der geläufigen altgriechischen Umgangssprache, der Koine schrieben, in der sich die Menschen im Alltag äußerten und verständigten.
Die „Evangelien“ knüpften an den Aufbau antiker Romane und Biografien (Griechische Literatur) an. Sie verwendeten ähnliche Stilmittel, wie sie in den antiken „hellenistischen Biografien“ (einem Kompositum aus altgriechisch βίος bíos, deutsch ‚Leben‘ und γράφω gráphō, deutsch ‚ritzen, ‚malen‘, ‚schreiben‘‘) gefunden werden können, etwa die dreigliedrige Gesamtform, literarische Topoi, der Darstellung und Ausbreitung der verborgenen Identität in einem ausgebreiteten exemplarischen Leben sowie deren erzählerische Vergegenwärtigung der Hauptfigur, mit der Intention, die Vorstellungswelt des Rezipienten zu bewegen.
Während die hellenistischen Biografien keinem festgelegten Muster folgten, vielmehr blieben sie in ihrem Aufbau offen, führten die Evangelien andererseits um die „Hauptfigur Jesu“ seinen Beginn mit Geburt Jesu, Taufe, Passionsgeschichte, Wunderberichte, Streitgespräche, sein Ende mit Kreuzigung und Auferstehung als narrative Elemente seiner Vergegenwärtigung und Wirkmächtigkeit an.

## Die vier neutestamentlichen Evangelien
Als kanonische Evangelien gelten die am Beginn des Neuen Testaments (NT) stehenden vier Bücher. Sie berichten über das Wirken Jesu und entstanden wenige Jahrzehnte nach dem Wirken Jesu.
Nach allgemeinem Konsens der Bibelwissenschaftler ist die ursprüngliche Sprache aller vier neutestamentlichen Evangelien das Griechische. Die Verfasserangaben (wie „Evangelium nach Matthäus“ usw.) gehören nicht zum ursprünglichen Text der Evangelien, wurden aber früh hinzugefügt und sind in der gesamten Überlieferung einheitlich. Es ist bis jetzt nicht überprüfbar, ob die Namen tatsächlich die Namen der ursprünglichen Verfasser waren, oder ob diese Namen namentlich unbekannten Verfassern nachträglich zugeschrieben wurden.
- Evangelium nach Matthäus
  - Verfasser: traditionell Matthäus, Apostel und davor Zöllner[27]
  - Wirkungsbereich: wahrscheinlich Persien, Kaspisches Meer, Griechenland, eventuell Äthiopien
  - Adressaten: vor allem Judenchristen mit guter Kenntnis der jüdischen Bibel
- Evangelium nach Markus
  - Verfasser: traditionell Johannes Markus, kein Apostel, soll Material für seinen Bericht vom Apostel Petrus erhalten haben
  - Wirkungsbereich: wahrscheinlich Kleinasien, Griechenland, Rom, Ägypten
  - Adressaten: vor allem Heidenchristen
- Evangelium nach Lukas
  - Verfasser: traditionell Lukas, kein Apostel, war Arzt und einer der Begleiter des Paulus, sein Bericht unterscheidet sich von den anderen durch gehobene Sprache
  - Wirkungsbereich: wahrscheinlich Jerusalem, Kleinasien, Rom
  - Adressaten: vor allem gebildete Heidenchristen
- Evangelium nach Johannes
  - Verfasser: traditionell Johannes, Apostel
  - Wirkungsbereich: wahrscheinlich Jerusalem, Kleinasien
  - Adressaten: allgemein Christen, deren Glaube vertieft werden soll

Die Entstehungszeit der neutestamentlichen Evangelien liegt zwischen 30 oder 33 n. Chr. (dem Jahr der Kreuzigung Jesu) und ungefähr 120 n. Chr. (Belege des frühen 2. Jahrhunderts: Der Papyrus 52 ({\displaystyle {\mathfrak {P}}}52), ein Fragment des Johannesevangeliums aus der Zeit Kaiser Hadrians und Kirchenväter-Zitate). In der theologischen Forschung vertritt kaum jemand die „Frühdatierung“ eines Evangeliums in die 30er Jahre, es gibt aber seit der Antike die These eines Urevangeliums. Die Diskussionen bewegen sich im Spannungsfeld zwischen einer „mittleren Datierung“ der Evangelien um 60 n. Chr. und einer „Spätdatierung“ um 85 n. Chr.
Trotz des nur kurzen öffentlichen Wirkens Jesu gibt es also von ihm zeitlich nähere biographische Darstellungen als von den meisten antiken Persönlichkeiten, z. B. wurde die früheste noch erhaltene Biographie über Augustus ein Jahrhundert nach dessen Tod von Sueton geschrieben, über Mohammed zwei Jahrhunderte nach dessen Tod von Ibn Hischām.
Um die Entstehungszeit der Evangelien zu bestimmen, werden folgende Kriterien zugrunde gelegt: Stilistische Eigenheiten, wechselseitige Bezüge der Texte, theologische Unterschiede und Bezugnahmen auf historische Fakten. In der folgenden Tabelle finden sich einige Datierungsversuche:
| Evangelium | Adolf von Harnack (1851–1930) | John A. T. Robinson (1919–1983) | Werner G. Kümmel (1905–1995) | Klaus Berger (1940–2020) | Heute mehrheitlich |
| ---------- | ----------------------------- | ------------------------------- | ---------------------------- | ------------------------ | ------------------ |
| Matthäus   | 70–75 n. Chr.                 | 40–60+                          | 80–100                       | 71                       | 80–90              |
| Markus     | 65–70 n. Chr.                 | 45–60                           | ca. 70                       | vor 70                   | um 70              |
| Lukas      | 79–93 n. Chr.                 | 57–60+                          | 70–90                        | 65–71                    | 80–90              |
| Johannes   | 80–110 n. Chr.                | 40–65+                          | 90–100                       | 68/69                    | um 100             |

Obwohl die ersten drei Evangelien viele Begebenheiten ähnlich berichten, und der Inhalt des kürzeren Markusevangeliums größtenteils in den längeren nach Matthäus und Lukas enthalten ist, wurden alle vier Evangelien für den kirchlichen Gebrauch beibehalten. Es wurde weder beispielsweise das Markus-Evangelium weggelassen noch trat eine Evangelienharmonie (d. h. eine aus den vier Evangelien zusammengestellte durchgehende Erzählung) an die Stelle der Evangelien (allerdings wurde die von Tatian erstellte Evangelienharmonie (Diatessaron) in der syrischen Kirche bis ins 4. Jh. benutzt, aber dann von den ursprünglichen Evangelien verdrängt). Die entstehende Großkirche entschied sich dafür, diese vier in den christlichen Gemeinden gebrauchten Evangelien gesondert in den neutestamentlichen Kanon aufzunehmen. (Siehe dazu auch neutestamentliche Apokryphen.)
Neben den vier genannten Evangelien kursierten ab dem 2. Jahrhundert viele pseudepigraphe Evangelien, die später nicht in den Kanon aufgenommen und als apokryphe Evangelien bezeichnet werden. Von ihnen sind u. a. überliefert das Thomasevangelium, das Petrusevangelium, das Judasevangelium, das Evangelium der Wahrheit und das Philippusevangelium. Von diesen Evangelien sind zum Teil nur Fragmente oder Zitate bei Kirchenvätern erhalten.